# Внешняя политика Ботсваны
Внешняя политика Ботсваны — это общий курс Ботсваны в международных делах. Внешняя политика регулирует отношения Ботсваны с другими государствами. Реализацией этой политики занимается министерство иностранных дел Ботсваны.

## История
Ботсвана, расположенная рядом с Южно-Африканской Республикой (ЮАР) и Зимбабве, занимает нейтральную позицию в продолжающемся конфликте этих стран. Кроме того, исторический конфликт в ЮАР во время апартеида с Африканским национальным конгрессом (АНК), а также противостояние внутри Зимбабве с Патриотическим фронтом сделали Ботсвану уязвимой для вмешательства из этих стран. Правительство Ботсваны обвинялось в том, что оно укрывает партизан этих двух организаций, и перед ним стояла сложная задача — держать ЮАР в умиротворении по экономическим причинам (Ботсвана зависела от её портов для импорта и экспорта товаров), и при этом не испортить своё имидж среди стран Чёрной Африки и Запада.
В 1986 году угроза партизанских вторжений и эпизодические столкновения с южноафриканскими коммандос, разыскивающими повстанцев АНК, подтолкнула Ботсвану к просьбе об оказании военной помощи у Соединённых Штатов Америки и Великобритании. В начале 1990-х годов напряжённость на границе между ЮАР и Ботсваной оставалась высокой до конца эпохи апартеида. В сентябре 1998 года премьер-министр Лесото запросил международную помощь в борьбе с внутренними беспорядками, положительно ответили только ЮАР, Ботсвана и Зимбабве, начав операцию «Болеас». Когда некоторые части армии Лесото оказали сопротивление, то ботсванские военнослужащие должны были использоваться в качестве миротворческих сил. Войска Ботсвана были выведены в мае 1999 года.
Ботсвана уделяет особое внимание экономической и политической интеграции в Южной Африке: стремится сделать Сообщество развития Юга Африки (САДК) рабочим инструментом для экономического развития и содействует усилиям по обеспечению безопасности региона в плане превентивной дипломатии, разрешения конфликтов и системного управления. Ботсвана часто присоединяется к африканским странам по основным международным вопросам, но бывает занимает свою собственную позицию по вопросам, которые считает принципиальными. Ботсвана является членом международных организаций, таких как: Организация Объединённых Наций и Африканский союз (АС). Ботсвана взяла на себя руководящую роль в САДК, выступая за урегулирование кризиса в Зимбабве.
Министерство иностранных дел и международного сотрудничества Ботсваны несёт ответственность за установление внешних связей с другими странами, а также региональными и международными организациями, что включает в себя политические отношения, экономические вопросы, социальные и культурные моменты. Министерство иностранных дел и международного сотрудничества было создано в 1966 году как Департамент иностранных дел при аппарате президента. В 1998 году в рамках оценки работы была проведена проверка и рационализация структуры и функций тогдашнего Департамента иностранных дел, который в результате был преобразован в полноценное министерство иностранных дел и международного сотрудничества.
Ботсвана поддерживает хорошие отношения со своими соседями и международным сообществом. Давний пограничный спор с Намибией из-за островов Касикили/Седуду (на реке Квандо, затопленных в сезон дождей) был разрешён в 1999 году. Ботсвана принимает беженцев из Намибии и Зимбабве, что иногда является источником трений с этими странами и усугубляется кризисом в Зимбабве. Несмотря на уязвимость страны в экономическом плане (хотя и несколько смягчённое открытием и эксплуатацией алмазов с конца 1960-х годов) и случайным военным нападением со стороны Родезии и режима апартеида в Южной Африке, лидер Ботсваны Серетсе Кхама был убеждённым критиком политики ЮАР. Позиция Ботсваны и её приграничное положение означали, что несмотря на политический и экономический консерватизм Демократической партии у страны сложились дружеские (если, возможно, слегка формальные) отношения с более радикальными соседями. Ботсвана заключила и подписала многочисленные двусторонние и региональные торговые соглашения. Некоторые из этих соглашений предоставляли собой беспошлинный и свободный от квот доступ к рынкам, в то время как другие предоставляют преференциальный доступ к рынкам для товаров и услуг Ботсваны. Ботсвана также является членом Всемирной торговой организации.
Ботсвана и Намибия предпринимают попытки для улучшения отношений. В прошлом имели место пограничные споры, особенно по принадлежности полосы Каприви (часть Намибии, которая граничит с Ботсваной) и нескольким островам на реке Квандо. В 1994 году отношения являлись особенно напряжёнными. В 1995 году было подписано соглашение о создании Совместной постоянной комиссии по сотрудничеству. Подписание соглашения, наряду с завершением строительства дороги Транс-Калахари, помогло улучшить ситуацию. В 1998 году Ботсвана предоставила убежище повстанцам из Государства Каприви, что ещё больше обострило отношения между двумя странами. В будущем между Ботсваной и Намибией возможно станет проблемой то, что Намибия сталкивается с серьёзной нехваткой водных ресурсов. Одно из потенциальный решений, строительство трубопровода для отвода воды из реки Окаванго — повлияет на подачу воды в Ботсване. Ботсвана обеспокоена угрозой для дельты Окаванго. Хотя Ботсвана и Намибия не враждебны, напряжённость между ними может возрасти в любой момент.
Отношения Ботсваны с ЮАР были напряжёнными в прошлом из-за нестабильности и слабозащищённой границы. В 2000 году Ботсвана и Южная Африка подписали соглашение об обороне и безопасности, касающееся организации усилий по борьбе с незаконным оборотом наркотиков и незаконной иммиграцией. Подписание соглашения, а также их прочные экономические и политические связи, обусловленные их членством в Южноафриканском таможенном союзе (САКУ), улучшили отношения между Ботсваной и Южной Африкой. Ботсвана имеет напряжённые отношения с соседним Зимбабве. В течение 1980-х годов большое количество партизан из Зимбабвийского африканского народного союза (ЗАПУ) вошли в Ботсвану вместе с большим потоком беженцев. Периодические попытки правительства Зимбабве депортировать этих диссидентов в Ботсвану, вынудили правительство этой стран усилить контроль над беженцами. В конце 1980-х годов, после стабилизации политической ситуации в Зимбабве, Ботсвана отменила статус беженца для зимбабвийцев, вынудив большинство вернуться домой. В 2000 году отношения снова стали напряжёнными по мере роста нестабильности в Зимбабве. Зимбабвийцы, спасаясь от экономической политики президента Роберта Мугабе, подорвали экономику Ботсваны. Бывший командующий Силами обороны Ботсваны, президент Ян Кхама, имел сильные связи с зимбабвийскими военными.
Из-за общей истории и географического положения Ботсвана имеет глубокие связи с экономикой Южной Африки. Южноафриканский таможенный союз (САКУ), состоящий из Ботсваны, Намибии, Лесото, Свазиленда и Южной Африки, датируется 1910 годом и является старейшим таможенным союзом в мире. В соответствии с этим соглашением Южная Африка собирает пошлины с таможенных, продажных и акцизных сборов для всех пяти членов, распределяя доходы в зависимости от доли импорта каждой страны. Точная формула распределения доходов и полномочия по принятию решений в отношении пошлин, принадлежащих исключительно правительству Южной Африки, становились все более противоречивыми, и члены пересмотрели соглашение в 2001 году. В Виндхуке был создан секретариат САКУ. После вступления Южной Африки во Всемирную торговую организацию (ВТО, членом которой также является Ботсвана), многие полномочия САКУ были снижены, что делает американские продукты более конкурентоспособными в Ботсване. В декабре 2007 года Ботсвана подписала Соглашение об экономическом партнёрстве с Европейским союзом, и в качестве члена САКУ она подписало преференциальное торговое соглашение в 2004 году с организацией Меркосур.
Ботсвана является членом Сообщества по вопросам развития стран юга Африки (САДК), состоящем из 15 стран, а в Габороне находится штаб-квартира секретариата САДК. САДК имеет широкие полномочия для осуществления роста, развития и экономической интеграции на юге Африки. Торговый протокол САДК призывает к устранению всех тарифных и нетарифных барьеров в торговле между 12 подписавшими странами. Однако реализация протокола является медленной и ещё не завершена.